# 佐々木慎
佐々木 慎（ささき まこと、1980年1月21日 - ）は、将棋棋士。棋士番号は240。関根茂九段門下。東京都中野区出身。

## 棋歴
2001年4月、プロデビュー。プロ入り初年度は、15勝10敗で6割の勝率を挙げる。
初参加の第15期（2002年度）竜王ランキング戦6組で、昇級者決定戦を制して3位となり、6組からの1期抜けで5組へ昇級。
2003年度、第29期棋王戦・第22回朝日オープン将棋選手権・第51期王座戦の、挑戦者決定トーナメントに進出。
棋王戦では予選から加藤一二三らを制するも、挑戦者決定トーナメント2回戦で当時タイトルホルダー（棋聖・王将）の佐藤康光に敗れる。
王座戦は永世名人の資格を保持する中原誠らを制し、本戦進出した。
翌2004年度の第52期王座戦においても、行方尚史らを破り、挑戦者決定トーナメントへ進出（永世名人で当時王位の谷川浩司に敗れる）。
第18期（2005年度）竜王ランキング戦5組で準優勝し、4組へ昇級。
2007年度は公式戦13連勝を記録。これにより、将棋大賞での初受賞となる連勝賞を受賞。
順位戦6期目には8勝2敗で次点（4位）で昇級を逃すものの、7期目の第66期（2007年度）において8勝2敗の成績で2位となり、C級1組へ昇級した。
第58回（2008年度）NHK杯戦は前年に続き2回目の本戦出場。藤井猛元竜王らに勝ち、ベスト8に進出。準々決勝では羽生善治に敗れる。藤井との一局は相振り飛車からの激しい将棋であり、自陣は居玉のまま藤井陣を攻め倒した。
2010年-2011年度には公式戦15連勝を記録。
第59期（2011年度）王座戦で加藤一二三・戸辺誠および当時A級九段の高橋道雄らを破り本戦進出。本戦では青野照市に勝ちベスト8。準々決勝で久保利明（棋王・王将）に敗れる。
2012年2月22日、NHK杯戦の予選における白星で、五段昇段後120勝に達し、六段に昇段。
同年、第54期王位戦の予選を勝ち抜きリーグ入り。
第72期（2013年度）順位戦C級1組において8勝2敗の成績で2位となり、B級2組へ昇級。
第1期叡王戦（2015年度）では3回戦で澤田真吾、決勝で永瀬拓矢らを制し、本戦出場を決めた（ベスト16）。
同年12月24日、通算300勝達成。
第67回（2017年度）NHK杯戦に続き、予選を勝ち抜いて5期目の本戦出場となる第68回（2018年度）1回戦においては、千日手から後手となったが新人王の増田康宏の厳しい攻めを終始冷静な指し回しで受け潰した。本戦2回戦では佐藤天彦との激しい捻り合いを見せた。
2020年3月11日、六段昇段後150勝に達し、七段に昇段。
第68期王座戦予選で三浦弘行を制し本戦出場(16強入り)。
第70回NHK杯戦では予選を勝ち抜き6度目となる本戦出場を決めた。
プロ20年目となる2021年度は、第71期王将戦二次予選に進出し佐藤康光（永世棋聖・現会長）に得意戦法の相振り飛車で快勝した(18強入り)。
同年9月15日、通算400勝達成。
第34期竜王戦昇級者決定戦では6連勝し、3組へ昇級。
翌2022年度、第35期竜王戦昇級者決定戦で4連勝し2組へ、昨年に続き2期連続で昇級を決めた。
2023年度、第74回NHK杯戦の予選を勝ち抜き、2024年は7度目となる本戦出場。

## 棋風
振り飛車党の棋士で、中飛車・四間飛車・三間飛車など振り飛車全般を差しこなし、最新形に明るい「振り飛車のオールラウンダー」。
対抗形の場合は居飛車を持つ事もある。
久保利明は将棋世界のインタビュー内で、同じ振り飛車党で期待している後輩に佐々木慎の名を挙げている。
手厚い受けが得意で着実な棋風でありつつ、独特でユニークな理論にも定評がある。

## 人物
- 通商産業省官僚である父の仕事でイギリス（ロンドン特別区ハムステッド）で幼少期を過ごし、姉弟とそれぞれに専属の教育メイドが付き育てられた帰国子女である。佐々木の名前の由来は、父により棋士の中原誠から名付けられた。  将棋を本格的に始めたのは帰国後であるため、プロ棋士としては晩学のほうである[4][5]。
- ロンドンに居た頃に両親が日本から取り寄せてくれていたますむらひろしのアタゴオルから影響を受け猫好きになる。物語の主人公ヒデヨシは、佐々木宛へのサインで初めて将棋の駒を持った[6]。
- 身長183cmで、将棋棋士の中でも長身である[5]。
- 同門には泉正樹、飯野健二、北島忠雄、千葉幸生、矢内理絵子、田中悠一らがいる。
- 過去に1分将棋になった対戦相手が離席し約5分後に戻ってきたため、時間切れで勝ったという珍しい経験がある[7]。
- 人柄や交友関係について、本人は仲の良い棋士を聞かれ行方尚史、鈴木大介、広瀬章人、飯島栄治、松尾歩、糸谷哲郎等の名を挙げているが、第68回NHK杯において解説の広瀬は「先輩から可愛がられ、後輩から慕われる人柄」と紹介している。また第71期王将戦において解説の中村太地は「気さくで棋士の誰に対しても優しい。先輩後輩関係なく色んな人と交流がある。対戦相手の佐藤康光が可愛がっている」と話している。
- プロ棋士名鑑によると一部の棋士に「オーナー」と呼ばれている。将棋トーナメントで優勝した賞金をその場で食事に全て使い棋士仲間に振る舞ったことが理由。
- 妻は、女優でモデルの遥風[8][9]。2016年4月に入籍、挙式は同年6月5日[10]。佐々木が『NHK杯テレビ将棋トーナメント』に出演する際、遥風はNHK教育テレビ『趣味の園芸ビギナーズ』やNHK『国際バラとガーデニングショウ』で司会を務めていた為、同局同日に一番組挟んで出演している事が度々あった。
- デビュー時より普及活動に尽力し、2017年からは「杉並区西荻窪こども将棋教室」を主宰するなど、子供向けの普及活動にも力を入れている。
- 動物が好きで、将棋に出会う前は動物園の飼育員に憧れていた。2016年からは保護猫を引き取り「けい」という名前の猫を飼っている。ブログによると『妻との初対面の際に、何気ない会話で「桂馬の動きは猫に似ている」と話した思い出が名前の由来』と述べている[11]。
- 椎名龍一著「名棋士１００の言葉 困難に打ち勝つための処方箋」には、佐々木慎の「クリスマスに記録を取るとプロになれる」という言葉と、門倉啓太がこのアドバイスを受けてプロになったエピソードが掲載されている。この佐々木による言葉が今では将棋界のジンクスになり、門倉と同門の佐々木勇気もこのジンクスにあやかったエピソードをのちに語っている。[12]本の表紙は羽生善治、帯は井上慶太・加藤一二三・佐々木慎・升田幸三・森内俊之・米長邦雄ら6人の言葉が紹介されている。
- テレビ東京「世界!ニッポン行きたい人応援団」(2017年11月20日放送)(2018年12月22日放送)では、アマチュア将棋国際大会において優勝経験のあるベラルーシ在住高校一年生のマキシムくんが「第74期順位戦B級2組5回戦の佐々木慎六段と窪田義行六段の対局(108手で佐々木勝ち)が一番好きなんです。」と紹介している。

## 昇段履歴
昇段規定は、将棋の段級 を参照。
- 1993年00月00日 : 6級 = 奨励会入会
- 1997年00月00日 : 初段
- 1998年08月00日 : 三段（1998年度後期から三段リーグ）
- 2001年04月01日 : 四段 = プロ入り
- 2006年04月19日 : 五段（勝数規定／公式戦100勝、通算100勝）
- 2012年02月22日 : 六段（勝数規定／五段昇段後公式戦120勝、通算220勝）
- 2020年03月11日 : 七段（勝数規定／六段昇段後公式戦150勝、通算370勝）[13]

## 主な成績

### 将棋大賞
- 第35回（2007年度）　連勝賞

### 在籍クラス
| 開始 年度 | (出典)順位戦出典 | (出典)順位戦出典 | (出典)順位戦出典 | (出典)順位戦出典 | (出典)順位戦出典 | (出典)順位戦出典 | (出典)順位戦出典 | (出典)順位戦出典 | (出典)竜王戦出典 | (出典)竜王戦出典 | (出典)竜王戦出典 | (出典)竜王戦出典 | (出典)竜王戦出典 | (出典)竜王戦出典 | (出典)竜王戦出典 | (出典)竜王戦出典 | (出典)竜王戦出典 | (出典)竜王戦出典 |
| 開始 年度 | 期               | 名人             | A級              | B級              | B級              | C級              | C級              | 0                | 期               | 竜王             | 1組              | 2組              | 3組              | 4組              | 5組              | 6組              | 決勝 T           |                  |
| 開始 年度 | 期               | 名人             | A級              | 1組              | 2組              | 1組              | 2組              | 0                | 期               | 竜王             | 1組              | 2組              | 3組              | 4組              | 5組              | 6組              | 決勝 T           |                  |
| --- | ---------------- | ---------------- | ---------------- | ---------------- | ---------------- | ---------------- | ---------------- | ---------------- | ---------------- | ---------------- | ---------------- | ---------------- | ---------------- | ---------------- | ---------------- | ---------------- | ---------------- | ---------------- |
| 2001 | 60               |                  |                  |                  |                  |                  | C242             | -                | 15               |                  |                  |                  |                  |                  |                  | 6組              | --               | -                |
| 2002 | 61               |                  |                  |                  |                  |                  | C209             | -                | 16               |                  |                  |                  |                  |                  | 5組              |                  | --               | -                |
| 2003 | 62               |                  |                  |                  |                  |                  | C236             | -                | 17               |                  |                  |                  |                  |                  | 5組              |                  | --               | -                |
| 2004 | 63               |                  |                  |                  |                  |                  | C237             | -                | 18               |                  |                  |                  |                  |                  | 5組              |                  | --               | -                |
| 2005 | 64               |                  |                  |                  |                  |                  | C209             | -                | 19               |                  |                  |                  |                  | 4組              |                  |                  | --               | -                |
| 2006 | 65               |                  |                  |                  |                  |                  | C208             | -                | 20               |                  |                  |                  |                  | 4組              |                  |                  | --               | -                |
| 2007 | 66               |                  |                  |                  |                  |                  | C202             | -                | 21               |                  |                  |                  |                  | 4組              |                  |                  | --               | -                |
| 2008 | 67               |                  |                  |                  |                  | C124             |                  | -                | 22               |                  |                  |                  |                  | 4組              |                  |                  | --               | -                |
| 2009 | 68               |                  |                  |                  |                  | C113             |                  | -                | 23               |                  |                  |                  |                  | 4組              |                  |                  | --               | -                |
| 2010 | 69               |                  |                  |                  |                  | C129             |                  | -                | 24               |                  |                  |                  |                  | 4組              |                  |                  | --               | -                |
| 2011 | 70               |                  |                  |                  |                  | C106             |                  | -                | 25               |                  |                  |                  |                  | 4組              |                  |                  | --               | -                |
| 2012 | 71               |                  |                  |                  |                  | C114             |                  | -                | 26               |                  |                  |                  |                  | 4組              |                  |                  | --               | -                |
| 2013 | 72               |                  |                  |                  |                  | C104             |                  | -                | 27               |                  |                  |                  |                  | 4組              |                  |                  | --               | -                |
| 2014 | 73               |                  |                  |                  | B222             |                  |                  | -                | 28               |                  |                  |                  |                  | 4組              |                  |                  | --               | -                |
| 2015 | 74               |                  |                  |                  | B215             |                  |                  | -                | 29               |                  |                  |                  |                  | 4組              |                  |                  | --               | -                |
| 2016 | 75               |                  |                  |                  | B214             |                  |                  | -                | 30               |                  |                  |                  |                  | 4組              |                  |                  | --               | -                |
| 2017 | 76               |                  |                  |                  | B210             |                  |                  | -                | 31               |                  |                  |                  |                  | 4組              |                  |                  | --               | -                |
| 2018 | 77               |                  |                  |                  | B215             |                  |                  | -                | 32               |                  |                  |                  |                  | 4組              |                  |                  | --               | -                |
| 2019 | 78               |                  |                  |                  | B206             |                  |                  | -                | 33               |                  |                  |                  |                  | 4組              |                  |                  | --               | -                |
| 2020 | 79               |                  |                  |                  | B210             |                  |                  | -                | 34               |                  |                  |                  |                  | 4組              |                  |                  | --               | -                |
| 2021 | 80               |                  |                  |                  | B215             |                  |                  | -                | 35               |                  |                  |                  | 3組              |                  |                  |                  | --               | -                |
| 2022 | 81               |                  |                  |                  | B210             |                  |                  | -                | 36               |                  |                  | 2組              |                  |                  |                  |                  | --               | 0-1/昇0-1        |
| 2023 | 82               |                  |                  |                  | B205             |                  |                  | -                | 37               |                  |                  |                  | 3組              |                  |                  |                  | --               | -                |
| 2024 | 83               |                  |                  |                  | B212             |                  |                  | 5-5              | 38               |                  |                  | 2組              |                  |                  |                  |                  | --               | 0-1/昇0-1        |
| 2025 | 84               |                  |                  |                  | B216             |                  |                  | -                | 39               |                  |                  |                  | 3組              |                  |                  |                  | --               | -                |
| 順位戦、竜王戦の 枠表記 は挑戦者。右欄の数字は勝-敗(番勝負/PO含まず)。 順位戦の右数字はクラス内順位 ( x当期降級点 / *累積降級点 / +降級点消去 ) 順位戦の「F編」はフリークラス編入 /「F宣」は宣言によるフリークラス転出。 竜王戦の 太字 はランキング戦優勝、竜王戦の 組(添字) は棋士以外の枠での出場。 |                  |                  |                  |                  |                  |                  |                  |                  |                  |                  |                  |                  |                  |                  |                  |                  |                  |                  |

### 年度別成績
- 2024年度
  - 年度成績 - 35対局 19勝16敗 勝率0.5428 [16]
  - 通算成績 - 821対局 466勝355敗 勝率0.5676 [17]

## 著書
- 新・振り飛車党宣言!1（共著、2005年9月、毎日コミュニケーションズ、ISBN 4-8399-1861-9）
- すぐ勝てる！先手中飛車（2012年8月、マイナビ出版、ISBN 4-8399-4401-6）
- 現代振り飛車はこう指せ！ (2015年1月、マイナビ出版、ISBN 4-8399-5458-5）